# Islands (musikgrupp)
Islands är en musikgrupp från Montréal, Québec, Kanada som spelar indierock. Deras skivbolag är ANTI-.

## Medlemmar
Nuvarande medlemmar
- Nicholas Thorburn ("Nick Diamonds") - sång (2005-idag)
- Evan Gordon - basgitarr (2009-idag)
- Geordie Gordon - keyboard, gitarr (2009-idag)
- Adam Halferty - trummor, sång (2014-idag)

Tidigare medlemmar
- Aaron Harris - trummor (2006-2009)
- Patrice Agbokou - basgitarr (2005-2009)
- Sebastian Chow - violin, xylofon (2005-2009)
- Alexander Chow - keyboard, violin (2005-2009)
- Michael Feuerstack - lap steel guitar (2005-2009)
- Patrick Gregoire - gitarr, saxofon (2005-2009)
- Jim Guthrie - gitarr, sång
- Kate Perkins - trummor, violin, sång (2006-2009)
- Jamie Thompson - trummor (2005–2006, 2009–2010)
- Luc Laurent - trummor (2011-2014)

## Diskografi
Studioalbum
- Return to the Sea (Equator Records, 2006)
- Arm's Way (ANTI-, 2008)
- Vapours (ANTI-, 2009)
- A Sleep & a Forgetting (ANTI-, 2012)
- Ski Mask (Manqué, 2013)

EP
- Daytrotter Session (2008)
- Live Session (2008)

Singlar
- Rough Gem (2006)
- The Tomlab Alphabet Singles Series - S (2007)
- The Arm (2008)
- Creeper (2008)
- No Search Party (2013)